# わがまま空イブ
『わがまま空イブ』（わがままそらイブ）は、みやたけしによる日本の漫画作品。秋田書店の『週刊少年チャンピオン』に1986年22号から33号にかけて連載された。全12話。単行本は発刊されていない。なお、タイトルにもなっている「空イブ」とは「お空をドライブする」ことである。

## あらすじ
主人公のあすくんは、動物たちが人間と同じように二本足で立って言葉をしゃべる「あすなろ谷」で、プロペラ機・ベベ1号に乗って宅配便をしている。そんなある日、あすくんは家出してきた天使・チョコ坊と出会う。あすくんに助けられたチョコ坊は、あすなろ谷の空母ハウスであすくんと一緒に暮らすことになる。

## 概説
戦争で文明が滅んでしまった後の世界が舞台。生き残った人類と動物が助け合って生きていくうちに、突然変異で動物達も知性を持って人間と同じように暮らすようになっている。主人公のあすくん達が住むあすなろ谷は小さな集落だが、学校や駅、鉄道に商店街など、色々と揃っている。

## 主な登場人物
高森 明日（たかもり あす）
本編の主人公。通称あすくん。祖父とともに陸上に打ち上げられた空母に住んでいる。父親の作った借金を返すため「青空宅配便」を営んでいる。第1話で愛竹ちよ子と出会い、彼女に「チョコ坊」というあだ名を付ける。性格は勇猛果敢で怖いものなしだが、高所恐怖症という弱点がある。チョコ坊と出会って以来、天真爛漫な彼女に翻弄される毎日を送っている。
愛竹 ちよ子（あいだけ ちよこ）
本編のヒロイン。通称チョコ坊。家出天使。天使とは言うものの、見た目は人間の少女そのもので、天使につきものの「頭の輪っか」や「背中の羽根」といったものはない。第1話で暴走列車に乗って家出している所をあすくんに救われ「チョコ坊」というあだ名を付けられる。天使の名門家に生まれたばかりに小さい頃からお稽古ごとばかりさせられ、そんな毎日に嫌気がさしたのが家出の原因であり、彼女を天国に連れ戻そうと企む兄や神様に追われている。望んだものをなんでも取り出せる不思議なバッグを持っている。空母最上部の元通信室に居候することになるが、バッグの力で部屋の内装を乙女チック全開に変貌させている。たまにあすくんも驚くほどぶっ飛んだ行動を見せることがある。
高森 圭介（たかもり けいすけ）
あすくんの祖父。通称じっちゃん。長い前髪で両眼が常に隠れている。機械いじりと紙芝居が得意。あすくんの乗るベベ1号や試作機のベベ0号を造った。あすくんが高所恐怖症となる原因を作った張本人である。
愛竹 信治（あいだけ しんじ）
チョコ坊の兄。リーゼントヘアーにサングラス、燕尾服を着用しており、とても天使とは思えない風貌である。ただし、チョコ坊にはない「天使の輪っか」は持っている。家出した妹のチョコ坊を天国に連れ戻すべく画策する。
高森 節那（たかもり せつな）
空母ハウスの冬眠室で何百年もの間コールドスリープしていた女性。着物姿の27歳。あすくんのひいひいひいひいひいひいひいお祖母さんに当たる。あすくんや町中の動物たちに母性本能をくすぐられた挙句、つい着物からはだけた豊満なバストを押し付けてしまう。
高森 心太郎（たかもり しんたろう）
あすくんの父親。多額の借金を残して失踪していた。武器の売買や詐欺で金を騙し取って逃げるので、明日の借金は増えていく。
マス350
空母に積まれていたロボット（名前の「マス」は□の中に斜めに線が引かれた記号）。語尾に「マス」とつけて話すのが特徴。極悪連盟にジェット機の内蔵コンピューターとして組み込まれてしまった後、回路の不調でジェット機ごと爆発。頭部だけになってしまったので、ベベ1号の機体に組み込まれて「ベベ350」と命名される。
吉根川 コン志（きつねがわ こんじ）
あすくんの同級生のキツネ。あすなろ村の村長の息子でお金持ち。あすくんをライバル視していて、極悪連盟を結成してちょっかいを出してくる。
小井出 今日子（こいで きょうこ）
あすくんと同じクラスのネコの少女。通称キュンキュン。あすくんのことが好きだが、引っ込み思案な性格からなかなか想いを伝えることができず、電柱の陰からそっと彼のことを見守っている。のちに極悪連盟に加わる。
神様
この世界における神様。外見はマルチーズ風だが、人語を話す。ダジャレ好き。チョコ坊が家出した上、地獄を破壊してしまったことに激怒し、天国からあすなろ谷に降臨（実際は転落）する。時たま犬としての地が出てしまうことがある。

## その他
ベベ1号
あすくんの愛機のプロペラ機。あすくんはこの機に乗って宅配便をしている。後にマス350の頭部を搭載して「ベベ350」と改名される。
空母ハウス
あすなろ谷の奥にある空母。あすくんとじっちゃんはここで暮らしている。中には兵器やロボット、コールドスリープ装置など、様々な物が積まれている。大昔に七つの海を火の海にしたことがあるらしい。
天国（パラダイス）
この世界における天国。一般的にイメージされる天国とは異なり、その実体は武装した巨大な空中戦艦「パラダイス号」である。第2話であすくんの投げた手榴弾により損傷する。
地獄
この世界における地獄。一般的にイメージされる地獄とは異なり、その実体はテーマパーク「じごくランド」である。血の池コースターやお化け館など、様々なアトラクションがある。第1話でチョコ坊の乗った暴走列車によって木っ端微塵に粉砕されてしまう。
天使の輪っか（エンジェル・リング）
神様や天使の頭上にある輪っか。針金状の細い棒の先に付いており、棒の根元は頭に「突き刺さって」いる状態だが、痛みは感じないようである。輪っかには天使を神様に従属させる力があり、チョコ坊の兄である愛竹信治もその効力で神様の部下と化している。抜き差しは自在だが、外れてしまうとその間、効力は失われる。チョコ坊もかつては輪っかを持っていたが、天国で階段から転落した際に外れてしまい、輪っかの効力から解放され、彼女が天国を家出するきっかけとなった。